# Маді (село)
Маді (ест. Madi) — село в Естонії, входить до складу волості Орава, повіту Пилвамаа.